# Thomas Horat

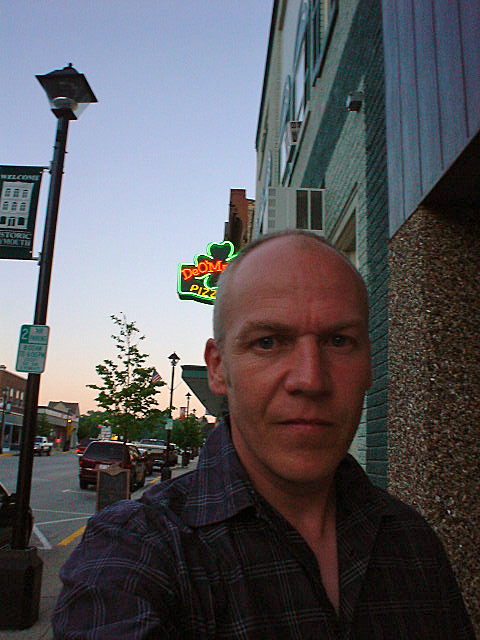
Thomas Horat fotografiert in Bend, Oregon (USA)

Thomas Horat (* 25. August 1964 in Schwyz) ist ein Schweizer Filmemacher.

## Biografie
Thomas Horat wurde 1964 in Schwyz geboren. In Sachen Film ist er Autodidakt. Nach mehreren Umwegen und Praktika begann er 2003 als Quereinsteiger an seinen ersten Kinofilmen zu arbeiten und erzielt mit seinem ersten abendfüllenden Dokumentarfilm Wätterschmöcker gleich von Anfang an einen Erfolg. Seine ersten Filme drehte er ausnahmslos in seiner engeren Heimat der Innerschweiz. Sie handeln vom Leben mit der Natur und den Jahreszeiten. Thomas Horat tritt mit seiner Firma auch als Produzent und Verleiher in Erscheinung, daneben arbeitet er auch als Tonmeister. 2001 wurde er mit dem Kulturpreis des Kantons Schwyz ausgezeichnet. «Die Filme von Horat sind leise, ruhig erzählt, voller eindrücklicher Bilder und sie haben eine eigene, unverkennbare Handschrift, heisst es dazu in der Begründung.»

## Filmographie
- 2010: Wätterschmöcker (Dokumentarfilm)
- 2013: Rock'n'Roll Kingdom (Dokumentarfilm, Ko-Regie mit Luzius Wespe)
- 2013: Alpsummer (Dokumentarfilm)
- 2016: Vom Flössen am Ägerisee (Dokumentarfilm)
- 2017: Ins Holz (Dokumentarfilm, Ko-Regie mit Corina Schwingruber Ilić)
- 2018: Das Schmieden von Trychlen (Dokumentarfilm)
- 2018: Matkalla (Dokumentarfilm)
- 2019: Should I Stay or Should I go (Dokumentarfilm, Ko-Regie mit Nils Clauss)
- 2019: Die Rückkehr der Wölfe (Dokumentarfilm),[2]
- 2023: Stern sein (Dokumentarfilm), Ko-Regie mit Frank Purschwitz
- 2023: Diciassette (Dokumentarfilm)

## Auszeichnungen
- 3 Awards: Best of Show, Best Documentary, Best Director, BendFilm, Oregon, 2015 für Alpsummer
- Nomination Crossroads Award Victoria Indy Film Fest Austin, Texas, 2015 für Alpsummer
- Special Mention Sharm Film Festival, Sharm El-Sheik, 2017, für Ins Holz
- Special Jury Mention Promofest Short of the Year, Madrid, 2017, für Ins Holz
- Special Mention Alternative 25, 2017, für Ins Holz
- Best Documentary Shortfilm International Short Film Festival - Short to the Point, Romania, 2017, für Ins Holz
- Best Documentary Shortfilm La Guarimba International Film Festival, 2017, für Ins Holz
- Premio del Pubblico Corto e Fieno, Rural Film Festival, 2017, für Ins Holz
- The Rock Award 15th Asiana International Short Film Festival Seoul, 2017, für Ins Holz
- Premio Uno de los Nuestros Soria International Short Film Festival, 2017, für Ins Holz
- Premio Mejor Cortometraje Documental Soria International Short Film Festival, 2017, für Ins Holz
- Best Non Fiction Shortfilm Flensburger Kurzfilmtage, 2017, für Ins Holz
- Best Documentary Shortfilm XVIII Festival Internacional de Cine de Lanzarote, 2018, für Ins Holz
- Honorable Mention Minimalen Kortfilmfestival Trondheim, 2018, für Ins Holz
- Vimeo Staff Pick Premiere 2018 für Ins Holz[3]
- Nomination Schweizer Filmpreis 2018, für Ins Holz

- Innerschweizer Filmpreis 2019, für Ins Holz

- Kamera Alpin in Gold in der Kategorie Natur und Umwelt Mountainfilm Festival Graz 2020 für Die Rückkehr der Wölfe

- Special Jury Award for Environmental Insight BendFilm Oregon 2020 für Die Rückkehr der Wölfe

- Sunrise Trophy Better World Filmfestival Murnau 2021 für Die Rückkehr der Wölfe

- Kantonaler Anerkennungspreis des Kanton Schwyz 2021

- Premio dell Giuria Trento Film Festival für Diciassette

- Menzione Speciale Territori Malescorto Film Festival für Diciassette